# Ochrona przeciwporażeniowa
Ochrona przeciwporażeniowa – zespół środków zmniejszających ryzyko porażenia elektrycznego. 
Ochrona przed porażeniem prądem elektrycznym w urządzeniach niskiego napięcia polega na tym, że części czynne niebezpiecznie nie powinny być dostępne, a części przewodzące dostępne nie powinny być niebezpieczne w warunkach normalnego użytkowania oraz w przypadku pojedynczego uszkodzenia.

## Stopnie ochrony przeciwporażeniowej
Wyróżnia się następujące trzy stopnie ochrony przeciwporażeniowej:
Ochrona podstawowa (ochrona przed dotykiem bezpośrednim) – ochrona przed dotknięciem elementów urządzeń elektrycznych pod napięciem, które mogłoby wywołać zagrożenie porażeniowe, a pracujących w warunkach normalnych przy braku uszkodzenia. Ochronę podstawową realizuje się poprzez uniemożliwienie człowiekowi dotyku do elementów pod napięciem poprzez:
- zastosowanie izolacji podstawowej części czynnych;
- instalację osłon i zagrodzeń;
- umieszczenie poza zasięgiem ręki;

Ochrona przy uszkodzeniu (ochrona przed dotykiem pośrednim) – ochrona przed skutkami porażenia w przypadku dotknięcia do elementów elektrycznie czynnych (które normalnie są odizolowane, a chwilowo np. w wyniku awarii znalazły się pod napięciem). Realizowana jest poprzez zminimalizowanie wartości prądu rażeniowego, zminimalizowanie czasu przepływu prądu przez ciało człowieka lub poprzez całkowite uniemożliwienie tegoż przepływu. W tym celu należy można stosować:
- samoczynne wyłączanie zasilania;
- podwójna lub wzmocniona izolacja;
- separację elektryczną;
- zasilanie bardzo niskim napięciem (SELV, PELV).

Ochrona uzupełniająca - ochrona uzupełniające ochronę podstawową i/lub ochronę przy uszkodzeniu. Jako elementy ochrony uzupełniającej stosuje się:
- urządzenia ochronne różnicowoprądowe;
- dodatkowe połączenia wyrównawcze.

## Ochrona przeciwporażeniowa w instalacjach fotowoltaicznych
Instalacje fotowoltaiczne należą do grupy instalacji specjalnych. W takich instalacjach urządzenia elektryczne po stronie DC należy uznawać za aktywne, nawet gdy strona AC jest odłączona od sieci lub gdy falownik jest odłączony od strony DC.
W tego typu instalacjach po stronie DC jako ochronę podstawową nie należy stosować: przeszkód umieszczania poza zasięgiem. W przypadku ochrony przy uszkodzeniu nie należy stosować: izolowania stanowiska, separacji elektrycznej, ochrony za pomocą nieuziemionych połączeń wyrównawczych miejscowych. W obwodach DC stosowanie samoczynnego wyłączenia zasilania w wymaganym czasie jest bezcelowe ponieważ nie ma możliwości wyłączenia modułów fotowoltaicznych.
W przypadku ochrony przed dotykiem pośrednim po stronie DC należy stosować bardzo niskie napięcie (SELV, PELV) albo podwójną lub wzmocnioną izolację. W przypadku podwójnej lub wzmocnionej izolacji moduły fotowoltaiczne i oprzewodowanie powinny mieć izolację klasy II lub równoważną. W przypadku zasilania bardzo niskim napięciem (SELV, PELV) napięcie obwodu otwartego nie powinno przekraczać 120 V. W przypadku przekroczenia napięcia 30 V dodatkowo należy zapewnić ochronę podstawową.

## Środki nietechniczne ochrony przeciwporażeniowej
Oprócz środków technicznych istnieją również nietechniczne środki ochrony przeciwporażeniowej. Wśród nich można wymienić:
- szkolenie wstępne oraz okresowe pracowników obsługujących urządzenia elektryczne,
- wymóg posiadania wymagań kwalifikacyjnych przez pracowników obsługujących urządzenia elektryczne,
- właściwa organizacja pracy osób obsługujących urządzenia elektryczne,
- egzekwowanie przestrzegania zasad bezpieczeństwa,
- popularyzacja zasad bezpiecznego użytkowania urządzeń elektrycznych,
- badania okresowe pracowników obsługujących urządzenia elektryczne,
- szkolenie z udzielania pierwszej pomocy w przypadkach porażeń elektrycznych.